# Adela Reta
Adela Miriam Reta Sosa (Montevideo, 9 de julio de 1921-Íb., 3 de abril de 2001) fue una jurista, profesora y política uruguaya, perteneciente al Partido Colorado.

## Primeros años y educación
Nació el 9 de julio de 1921 en el seno de una familia de clase media alta, como la hija del abogado Silvio Emilio Reta y de Adela Josefina Sosa Días. Su hermana menor era Julia Sara. Fue educada en su hogar por institutrices, pero cursó sus estudios secundarios en el Liceo Francés Jules Supervielle, siendo la presidenta de la Sociedad de Alumnos y Exalumnos en 1938, y un año más tarde, directora de Latitud 35, la revista cultural de club Lycée Français.
En 1946 se graduó con el título de Doctora en Derecho y Ciencias Sociales por la Facultad de Derecho de la Universidad de la República, especializándose en derecho penal.

## Ámbito profesional
Reta se incorporó como profesora de derecho penal a la enseñanza universitaria, convirtiéndose en 1956, en la primera mujer catedrática de dicha rama del derecho de la Universidad de la República. Mantuvo el cargo hasta 1978, cuando las autoridades interventoras de la dictadura cívico-militar la obligaron a renunciar al mismo. Sin embargo, fue restaurada en 1985, tras el retorno a la democracia.
Escribió asimismo numerosos libros sobre Derecho Penal, ("Curso de Derecho Penal", "La protección jurídico penal de la familia") y en particular sobre la problemática de la minoridad infractora. Se convirtió en una de las mayores especialistas en estas áreas en su país.

## Ámbito político
En 1965 fue designada Ministra de la Corte Electoral, convirtiéndose en la primera mujer en ocupar el cargo. Dos años después, el entonces presidente Óscar Gestido la nombró presidenta del Consejo del Niño, cargo que ocupó hasta su renuncia en 1974. Entre 1983 y 1985 presidió la Comisión de Derechos Humanos del Partido Colorado, desde la cual apoyó, durante la transición democrática, una amnistía para los presos políticos de la dictadura cívico-militar.
Tras la restauración democrática en 1985, el presidente Julio María Sanguinetti la designó Ministra de Educación y Cultura, cartera ministerial que dirigiría hasta 1990. Asimismo, fue provisoriamente la titular del Ministerio de Justicia, creado por la dictadura, hasta su supresión en junio de 1985. Al comenzar la segunda presidencia de Sanguinetti, asumió la presidencia del Consejo Directivo del Servicio Oficial de Difusión, Representaciones y Espectáculos (SODRE), función que desempeñó hasta 2000, pocos meses antes de su fallecimiento.

## Reconocimientos
En 1996 se la designó Profesora Emérita de la Facultad de Derecho de la Universidad de la República, y recibió el premio a la cultura uruguaya Premio Morosolli de Oro. Asimismo, en 1997 recibió la Orden Honorífica de la República Francesa, en el grado de Comendador, y la Orden Nacional al Mérito. El día 19 de abril de 2000 se le fue otorgada la Orden Mexicana del Águila Azteca.
El Auditorio Nacional Adela Reta, inaugurado en 2009, homenajea su obra. En el marco del Día Internacional de la Mujer 2020, la Corte Electoral del Uruguay decidió que el Centro de Estudios Electorales llevara su nombre.